# Équipe du Pérou de football à la Copa América 1979
Cet article relate le parcours de l'équipe du Pérou à la Copa América 1979, édition itinérante qui a lieu du 18 juillet au 11 décembre 1979.
Les Péruviens sont directement qualifiés en demi-finales en tant que tenants du titre. Ils s’inclinent lors de cette instance aux mains du Chili qui s’impose sur l'ensemble des deux manches (2-1, 0-0). 

## Résultats

### Demi-finale (match aller)
| 17 octobre 1979 | Pérou        | 1 – 2 | Chili            | Estadio Nacional (Lima)                               |                                                       |
| | Mosquera 71e | (0 - 1) | 36e, 76e Caszely | Spectateurs : 50 000 Arbitrage : Romualdo Arppi Filho | Spectateurs : 50 000 Arbitrage : Romualdo Arppi Filho |
| Acasuzo - Duarte, Olaechea, Chumpitaz, Díaz - Velásquez, Leguía, Cueto - Mosquera, La Rosa, Ravello ( 59e Labarthe) | Équipes      | Osbén - Galindo, Valenzuela, Figueroa, Escobar - Rivas, Dubó, Soto, Rojas - Caszely ( 81e Bonvallet), Yáñez |                  | Spectateurs : 50 000 Arbitrage : Romualdo Arppi Filho | Spectateurs : 50 000 Arbitrage : Romualdo Arppi Filho |

### Demi-finale  (match retour)
| 24 octobre 1979 | Chili   | 0 – 0 | Pérou | Estadio Nacional (Santiago)                             |                                                         |
| |         | (0 - 0) |       | Spectateurs : 75 000 Arbitrage : Juan Daniel Cardellino | Spectateurs : 75 000 Arbitrage : Juan Daniel Cardellino |
| Osbén - Galindo, Valenzuela, Figueroa, Escobar - Rivas, Dubó ( 63e Bonvallet), Rojas - Caszely, Yáñez, Véliz ( 46e Soto) | Équipes | Acasuzo - Navarro, Olaechea, Chumpitaz, Díaz - Velásquez, Leguía ( 68e Gorriti), Cueto ( 8e Rojas) - Mosquera, La Rosa, Ravello |       | Spectateurs : 75 000 Arbitrage : Juan Daniel Cardellino | Spectateurs : 75 000 Arbitrage : Juan Daniel Cardellino |

## Effectif
Source : www.rsssf.com.
- NB : Les âges sont calculés au début de la compétition, le 18 juillet 1979.

## Navigation